# 非份之罪
《非份之罪》，是香港電視廣播有限公司拍攝製作的時裝懸疑查案電視劇，演員包括吳啟華、陳煒、徐榮、賴慰玲、單立文、譚凱琪、江欣燕、吳偉豪、朱敏瀚、劉佩玥、阮浩棕、戴祖儀、游嘉欣、貝安琪、江嘉敏、韋家雄、羅冠蘭及盧宛茵，編審翁善瑩，監製王心慰。

此劇是TVB同行創新節目巡禮2025十三部劇集之一。

## 演員表
| 演員   | 角色   | 簡要介紹 |
| ------ | ------ | --- |
| 吳啟華 |        | 單元劇無面女鬼中飾演性質較邪惡的醫師                                                                                     |
| 陳煒   |        | 一億殺機單元劇中飾演智障護理員，劇中負責照顧徐榮劇中飾演的角色，在劇中彼此是夫妻關係，戲中家族成員包括一名輕度智障小孩。 |
| 徐榮   |        | 劇中飾演只有8歲智商的智障，和陳煒飾演的角色有感情關係。                                                                  |
| 賴慰玲 |        | |
| 單立文 |        | |
| 譚凱琪 |        | 在單元劇骯髒的子彈演出翟威廉飾演角色的妻子，因劇中發生的某些意外改變劇中角色人生走向。                                   |
| 江欣燕 |        | |
| 吳偉豪 |        | |
| 朱敏瀚 |        | 與游嘉欣劇中飾演的角色是情侶                                                                                             |
| 劉佩玥 | 卓依婷 | 在單元劇恐怖情人中與該劇男主角阮浩棕有較大尺度的對手戲，劇中是前夫妻關係。                                               |
| 阮浩棕 |        | 在單元劇恐怖情人中與演員與劉佩玥有對手戲，在該單元劇是男主角，戲中職業是室內設計師。                                     |
| 戴祖儀 |        | 在單元劇無面女鬼中飾演吳啟華演繹角色的女兒                                                                               |
| 游嘉欣 |        | 劇中是吳啟華飾演角色的女兒，與朱敏瀚劇中飾演的角色是情侶。                                                               |
| 貝安琪 |        | 在單元劇無面女鬼中飾演吳啟華演繹角色的妻子。                                                                             |
| 江嘉敏 | 駱曉善 | |
| 韋家雄 |        | |
| 羅冠蘭 |        | |
| 盧宛茵 |        | 劇中飾演陳煒劇中角色的婆婆，和陳煒在劇中飾演的角色發生衝突。                                                             |
| 何沛珈 | 葉麗恩 | 在單元劇恐怖情人中與該劇男主角阮浩棕有對手戲，劇中飾演劉佩玥角色的朋友。                                                 |
| 黎燕珊 |        | 在戲中飾演阮浩棕演繹角色的母親，共同拍攝劇中家庭照的演員包含何沛珈、劉佩玥、余思霆及吳子沖。                               |
| 吳子沖 |        | 劇中飾演的角色與黎燕珊演繹角色在內的人員拍攝家庭照。                                                                     |
| 思霆   |        | 劇中飾演單元劇恐怖情人男主角阮浩棕演繹角色的女朋友。                                                                     |
| 翟威廉 |        | 在單元劇骯髒的子彈演出譚凱琪飾演角色的丈夫。                                                                             |
| 施焯日 |        | 施焯日在劇中飾演輕度智障，在戲中角色的情緒起伏很大。                                                                     |

## 記事
- 2023年11月21日：舉行開鏡拜神儀式[1]。

## 外部連結
- 《非份之罪》最新消息 - Instagram （页面存档备份，存于）
- 豆瓣电影上《非份之罪》的資料 （简体中文）
- 晴報-非份之罪-阮浩棕無懼當住何沛珈面床戰劉佩玥-緋聞後首同場-佢角色好憎我

Template:有待推出的無綫電視劇集